# السفر الفضائي باستخدام التسارع الثابت

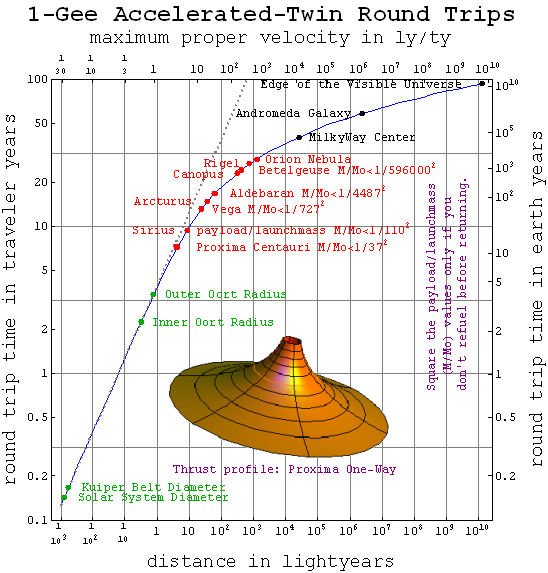
تنشأ ميزة التسارع المناسب الثابت في عالم نسبي لأن التغيير المناسب للسرعة يتناسب مع تسارع مرات التغيير في الخريطة بدلاً من وقت المسافر.

التسارع الثابت هو أحد الجوانب المُقترحة لمعظم أشكال السفر الفضائي في المستقبل. يتضمن ذلك تشغيل نظام دفع، مهما كان نوعه، يعمل بشكلٍ مستمر بتسارع ثابت، بدلاً من الدفعات الموجزة قصيرة الأجل التي تستخدمها الصواريخ الكيميائية. خلال النصف الأول من الرحلة، سيقوم النظام بدفع المركبة الفضائية باستمرار نحو وجهتها، في حين أنه سيقوم بالدفع الخلفي (الكبح) خلال النصف الأخير من الرحلة، لكي تتوقف المركبة الفضائية حين وصولها لوجهتها.

## دوافع التسارع الثابت
يُعتبر التسارع الثابت جديراً بالاهتمام لعدة أسباب، منها:
1. يوفر سفراً سريعاً. فمن منظور الهندسة الإنسانية، يعتبر أسرع أشكال السفر بين الكواكب والنجوم.
2. يخلق التسارع الثابت جاذبيته الاصطناعية الخاصة لصالح الركاب، الذين سيتجنبون بذلك عناء التعامل مع آثار الجاذبية الصغرى.

مع ذلك، فإن استعمال التسارع الثابت غير فعال من ناحية الوقود والطاقة، ولا يُستخدم في أنظمة رحلات الفضاء الموجودة حالياً.

### الفرق بين الدفع الثابت والتسارع الثابت
تتضمن مسارات الدفع الثابت والتسارع الثابت تشغيل محركات المركبة الفضائية باستمرار لفترة طويلة. في الحالة الحدّية حين يكون تسارع المركبة مرتفعًا مقارنة بتسارع الجاذبية المحلية، يقترب شكل المدار من الخط المستقيم. تشير المركبة الفضائية مباشرةً نحو الهدف (مع أخذ حركة الهدف بعين الاعتبار)، إذ تظل تتسارع باستمرار بواسطةٍ دفع قوي حتى تصل إلى هدفها. إذا كان من المطلوب أن تلتقي المركبة الفضائية بالهدف، بدلاً من التحليق بجانبه، فيجب على المركبة الفضائية أن تعكس اتجاهها في منتصف الطريق، لتُبطئ من سرعتها خلال بقية الرحلة.
في مسار الدفع الثابت، يزداد تسارع المركبة خلال فترة الدفع، لأن استخدام الوقود يؤدي لانخفاض كتلة المركبة. فإذا تحركت المركبة بتسارع ثابت، بدلًا من دفع ثابت، فيجب خفض دفع المحرك أثناء مسار الرحلة.

## السفر بين النجمي
على طول المسافات بين النجمية، تقترب المركبة الفضائية التي تستخدم تسارعاً ثابتًا كبيراً من سرعة الضوء، لذا تصبح تأثيرات النسبية الخاصة مثل تمدد الزمن (الفرق في جريان الزمن بين المركبة والكواكب) مهمة.

### المعالات الرياضية للمسافة المقطوعة والزمن المنقضي
يُعبر عن المسافة المقطوعة من قبل المركبة، التي تسافر في تسارع ثابت، من وجهة نظر الأرض كدالةٍ للزمن المُنقضي من خلال المسافة الإحداثية (أكس x) كدالة للزمن الفعلي (تاو τ) خلال التسارع ثابت الفعلي (إيه a.) تُعطى المعادلة مثلما يلي:
{\displaystyle x(\tau )={\frac {c^{2}}{a}}\left(\cosh {\frac {a\ \tau }{c}}-1\right),}
حيث c هي سرعة الضوء.
في ظل نفس الظروف، يُعطى الزمن المنقضي على الأرض (الزمن الإحداثي) كدالة لزمن المُسافر من خلال المعادلة التالية:
{\displaystyle t(\tau )={\frac {c}{a}}\sinh {\frac {a\ \tau }{c}}.}

### جدوى التسارع الثابت
تُعتبر كمية الوقود من العوامل التي تحد من استعمال محركات التسارع الثابت. لن يكون التسارع الثابت ذي جدوى ما لم يكن الاندفاع النوعي للوقود (كفاءة الوقود) أعلى بكثير.
هناك طريقتين لحل هذه المشكلة: الأولى هي استخدام وقود عال الكفاءة (نهج السفينة ذات المحرك) والآخر هو سحب طاقة الدفع من البيئة المحيطة أثناء مرور المركبة عبرها (نهج السفينة الشراعية). يُعتبر الوقود النووي ووقود المادة والمادة المضادة من الطرق الممكنة في نهج السفينة ذات المحرك. إحدى الطرق الممكنة في نهج السفينة الشراعية هي اكتشاف شيء مكافئ لمتوازي أضلاع القوى بين الرياح والمياه الذي يسمح للأشرعة بدفع السفينة الشراعية.
ستفقد طريقة جمع الوقود على طول الطريق –نهج المحرك النفاث التضاغطي– كفاءتها مع زيادة سرعة المركبة الفضائية بالنسبة للإطار المرجعي الكوكبي. يحدث هذا لأنه يجب تسريع الوقود لسرعة المركبة نفسها قبل أن يجري استخراج طاقته ما سيخفض كفاءة الوقود بشكل كبير.
إحدى المشكلات ذات الصلة هي مشكلة المقاومة. إذا تفاعلت المركبة الفضائية ذات السرعة القريبة من سرعة الضوء مع المواد أو الطاقة ذات الحركة البطيئة في الإطار المرجعي الكوكبي –مثل الرياح الشمسية والحقول المغناطيسية وإشعاع الخلفية الكونية الميكروي– فسينتج عن ذلك مقاومة ستستزف جزءً من تسارع المحرك.
يُمثل الاصطدام مع المواد والإشعاع خلال الرحلة مشكلةً كبيرةً أخرى ستواجه المركبات الفضائية ذات التسارع الثابت خلال السفر بين النجوم. ستصطدم المواد مع المركبة بسرعةٍ قريبة من سرعة الضوء، وبالتالي سيكون الضرر كبيرًا.

### سرعات السفر بين النجمي
إذا استخدمت المركبة الفضائية التسارع الثابت خلال الرحلات بين النجمية، فستقترب من سرعة الضوء في منتصف رحلتها من منظور الإطار المرجعي الكوكبي. هذا يعني أنّ الآثار المثيرة للاهتمام للنسبية ستصبح مهمة. التأثير الأكثر أهمية هو مرور الزمن بمعدلاتٍ مختلفة في إطار المركبة المرجعي والإطار الكوكبي، وهذا يعني أنّ سرعة المركبة وفترة الرحلة ستختلف في الإطارين.

#### الإطار المرجعي الكوكبي
من منظور الإطار المرجعي الكوكبي، ستكون سرعة المركبة محدودةً بسرعة الضوء –يمكن أن تقترب من سرعة الضوء، لكنها لن تصل إليها أبدًا. إذا استخدمت المركبة تسارعًا ثابتًا يُساوي تسارع الجاذبية الأرضية (1 جي)، فستقترب من سرعة الضوء في حوالي عامٍ واحد، وستكون قد قطعت مسافة نصف سنةٍ ضوئية تقريبًا. في منتصف الرحلة، ستصل سرعة المركبة إلى سرعة الضوء تقريبًا، وستتباطأ سرعتها إلى الصفر مرة أخرى على مدار عامٍ في نهاية الرحلة.
كقاعدة عامة، باستخدام تسارع ثابت مقداره 1 جي، فسيعادل زمن الرحلة، وذلك عند قياسه من الأرض، مقدار المسافة بالسنوات الضوئية الفاصلة بين الأرض والوجهة، مع إضافة سنة واحدة. ستعطي هذه القاعدة العامة إجاباتٍ أقصر قليلاً من الإجابة الدقيقة المحسوبة، ولكنها دقيقة إلى حد معقول.

#### الإطار المرجعي للمركبة الفضائية
من منظور الإطار المرجعي للمسافرين على متن المركبة الفضائية، لن يتغير التسارع مع استمرار الرحلة. بدلاً من ذلك، سيبدو الإطار المرجعي الكوكبي أكثر وأكثر نسبيةً. هذا يعني أنه بالنسبة للمسافرين على متن المركبة، ستبدو الرحلة أقصر بكثير مقارنةً بما يرصده الناس على الأرض.
باستخدام تسارع ثابت مقداره 1 جي، يمكن للصاروخ أن يقطع قُطر مجرتنا في حوالي 12 عام من منظور زمن المركبة، ونحو 113000 عام من منظور الزمن الكوكبي. إذا تضمن النصف الأخير من الرحلة تباطؤًا بمعدل 1 جي، فستستغرق الرحلة حوالي 24 عامًا. إذا كانت الرحلة متجهة إلى أقرب نجم، فستستغرق 3.6 عاماً، مع التباطؤ في النصف الأخير من الرحلة.